# Leiorhynx
Leiorhynx là một chi bướm đêm thuộc họ Erebidae.